# Nyctemera albiciliata
Nyctemera albiciliata là một loài bướm đêm thuộc phân họ Arctiinae, họ Erebidae.